# Sergio Alejandro Ortega
Sergio Alejandro Ortega (Asunción, 26 de septiembre de 1988) es un futbolista paraguayo. Juega de mediocampista y su actual equipo es el Alianza Unicachi de la Segunda División del Perú.

## Clubes
| Club                 | País     | Año       |
| -------------------- | -------- | --------- |
| 12 de Octubre        | Paraguay | 2005-2008 |
| Provincial Osorno    | Chile    | 2008      |
| Santiago Morning     | Chile    | 2008-2009 |
| Sportivo San Lorenzo | Paraguay | 2010      |
| FBC Melgar           | Perú     | 2011      |
| Alianza Unicachi     | Perú     | 2012-Act. |

- Datos: Q7454172